# Canton de Chârost
Le canton de Chârost est une circonscription électorale française située dans le département du Cher et la région Centre-Val de Loire.
À la suite du redécoupage cantonal de 2014, la composition du canton reste inchangée.

## Histoire
Un nouveau découpage territorial du Cher entre en vigueur en mars 2015, défini par le décret du 21 février 2014, en application des lois du 17 mai 2013 (loi organique 2013-402 et loi 2013-403). Les conseillers départementaux sont, à compter de ces élections, élus au scrutin majoritaire binominal mixte. Les électeurs de chaque canton élisent au Conseil départemental, nouvelle appellation du Conseil général, deux membres de sexe différent, qui se présentent en binôme de candidats. Les conseillers départementaux sont élus pour 6 ans au scrutin binominal majoritaire à deux tours, l'accès au second tour nécessitant 12,5 % des inscrits au 1er tour. En outre la totalité des conseillers départementaux est renouvelée. Ce nouveau mode de scrutin nécessite un redécoupage des cantons dont le nombre est divisé par deux avec arrondi à l'unité impaire supérieure si ce nombre n'est pas entier impair, assorti de conditions de seuils minimaux. Dans le Cher, le nombre de cantons passe ainsi de 35 à 19. La composition du canton de Chârost demeure par contre inchangée.

## Géographie
Ce canton est organisé autour de Chârost dans l'arrondissement de Bourges. Son altitude varie de 113 m (Poisieux) à 173 m (Lunery) pour une altitude moyenne de 149 m.

## Représentation

### Conseillers d'arrondissement (de 1833 à 1940)
| Période                                  | Période      | Identité                             | Étiquette             | Qualité |
| ---------------------------------------- | ------------ | ------------------------------------ | --------------------- | --- |
| 1833                                     | 1840         | Scipion Bourguet Marquis de Travanet |                       | Ancien officier, propriétaire à Saint-Florent-sur-Cher                                                       |
| 1840                                     | 1848         | Laurent Guignard (1777-1870)         |                       | Maire de Mareuil-sur-Arnon                                                                                   |
| 1848                                     | 1856         | François Émile Malezieux d'Oraison   |                       | Propriétaire à Saint-Ambroix                                                                                 |
|                                          |              |                                      |                       | |
| 1874                                     | 1907         | Paul Ladevèze                        | Républicain Rad.      | Médecin, maire de Saint-Florent-sur-Cher                                                                     |
| 1907                                     | 1919         | Vincent Lacoffrette (1861-1937)      | SFIO                  | Maire de Primelles                                                                                           |
| 1919                                     | 1921 (décès) | Léonce Minot                         | Républicain démocrate | Médecin à Saint-Florent-sur-Cher                                                                             |
| 1922                                     | 1930 (décès) | Camille Lafaix                       | Républicain           | Maire de Saint-Florent-sur-Cher                                                                              |
| 1930                                     | 1940         | René Fontaine                        | PC-SFIC               | Premier adjoint au maire de Saint-Florent-sur-Cher Révoqué de ses mandats en 1939 et 1940 (décrets Daladier) |
| 1940                                     |              |                                      |                       | Les conseils d'arrondissement ont été suspendus par la loi du 12 octobre 1940 et n'ont jamais été réactivés  |
| Les données manquantes sont à compléter. |              |                                      |                       | |

### Conseillers généraux de 1833 à 2015
| Période | Période      | Identité                                                       | Étiquette          | Qualité |
| ------- | ------------ | -------------------------------------------------------------- | ------------------ | --- |
| 1833    | 1840 (décès) | Hilaire Etienne Octave Rouillé de Boissy (comte) (1798-1866)   |                    | Propriétaire à Castelnau Pair de France |
| 1840    | 1847 (décès) | Scipion Bourguet Marquis de Travanet (1794-1847)               |                    | Conseiller d'arrondissement Ancien capitaine au Régiment des chasseurs de l'Allier Ancien négociant à Saint-Florent-sur-Cher Président du Comice agricole de Bourges Ancien garde du corps du Roi (1814) Maire d'Asnières-sur-Oise (Seine-et-Oise) |
| 1848    | 1856         | Hilaire Etienne Octave Rouillé de Boissy (marquis) (1798-1866) |                    | Propriétaire à Paris et à Louveciennes (Seine-et-Oise) Pair de France |
| 1856    | 1871         | François Emile Malezieux d'Oraison                             |                    | Maire de Saint-Ambroix (1849-1870), conseiller d'arrondissement |
| 1871    | 1877         | Louis Adolphe Brisson (1803-1885)                              | Républicain        | Avoué à Bourges |
| 1877    | 1892 (décès) | Eugène Brisson (1832-1892) (neveu du précédent)                | Républicain        | Banquier, Maire de Bourges (1878-1888) |
| 1892    | 1907         | Léon Dupuis                                                    | Républicain rallié | Directeur de Rosières, maire de Lunery |
| 1907    | 1913         | Paul Ladevèze                                                  | Rad.               | Médecin Maire de Saint-Florent-sur-Cher |
| 1913    | 1919         | Charles Migraine (1884-1960)                                   | SFIO               | Ouvrier chaudronnier puis contremaître Premier adjoint au Maire de Saint-Florent-sur-Cher (maire de 1957 à 1959) |
| 1919    | 1940         | Albert Soubiran (1883-1941)                                    | RG                 | Propriétaire Maire de Plou (1918-1941) |
|         |              |                                                                |                    | |
| 1943    | 1945         | Joseph Raimbault (1884-1946)                                   | ?                  | Maire de Lunery (1941-1945) Nommé conseiller départemental en 1943 |
|         |              |                                                                |                    | |
| 1945    | 1948 (décès) | Georges Jacques (1906-1948)                                    | PCF                | Métallurgiste, Maire de Lunery (1939-1940 et 1945-1948) |
| 1949    | 1958 (décès) | Louis Dézelot                                                  | SFIO               | Instituteur, maire de Saint-Florent-sur-Cher (1947-1958) |
| 1958    | 1979         | Roger Boisselet                                                | DVG puis DVD       | Ancien résistant, imprimeur Maire de Saint-Florent-sur-Cher (1958-1977) |
| 1979    | 1987 (décès) | Raymond Jacquet (1929-1987)                                    | PCF                | Ajusteur puis commerçant non sédentaire Maire de Saint-Florent-sur-Cher (1977-1986) |
| 1987    | 2015         | Roger Jacquet (neveu du précédent)                             | PCF                | Maire de Saint-Florent-sur-Cher (1995-2001 et 2008-2020) |

### Conseillers départementaux à partir de 2015
| Période élective | Période élective | Mandat | Mandat   | Identité           | Nuance | Nuance | Qualité |
| ---------------- | ---------------- | ------ | -------- | ------------------ | ------ | ------ | --- |
| 2015             | 2021             | 2015   | 2021     | Philippe Charrette |        | LR     | Directeur d’entreprise Conseiller municipal de Saint-Florent-sur-Cher jusqu'en 2020                                                                      |
| 2015             | 2021             | 2015   | 2021     | Nicole Progin      |        | LR     | Retraitée de la fonction hospitalière Conseillère municipale de Saint-Florent-sur-Cher (maire depuis 2020) 7ème Vice-Présidente du Conseil départemental |
| 2021             | 2028             | 2021   | en cours | Philippe Charrette |        | LR     | Conseiller sortant, 7e vice-président chargé des finances, rapporteur du budget et de la commande publique, conseiller municipal de Subdray              |
| 2021             | 2028             | 2021   | en cours | Marie-Line Cirre   |        | DVD    | Consultante en système d'information, maire adjointe puis à partir de 2023 maire de Saint-Florent-sur-Cher                                               |

### Résultats détaillés

#### Élections de mars 2015
À l'issue du 1er tour des élections départementales de 2015, deux binômes sont en ballottage : Philippe Charrette et Nicole Progin (Union de la Droite, 29,86 %) et Roger Jacquet et Nadine Mechin (FG, 28,74 %). Le taux de participation est de 48,3 % (5 124 votants sur 10 608 inscrits) contre 51 % au niveau départementalet 50,17 % au niveau national.
Au second tour, Philippe Charrette et Nicole Progin (Union de la Droite) sont élus avec 52,72 % des suffrages exprimés et un taux de participation de 49,39 % (2 527 voix pour 5 238 votants et 10 606 inscrits).

#### Élections de juin 2021
Le premier tour des élections départementales de 2021 est marqué par un très faible taux de participation (33,26 % au niveau national). Dans le canton de Chârost, ce taux de participation est de 29,98 % (3 113 votants sur 10 385 inscrits) contre 32,99 % au niveau départemental. À l'issue de ce premier tour, deux binômes sont en ballottage : Philippe Charrette et Marie-Line Cirre (Union à droite, 50,12 %) et Julie Ferron et Bruno Noble (Union à gauche, 28,95 %).
Le second tour des élections est marqué une nouvelle fois par une abstention massive équivalente au premier tour. Les taux de participation sont de 34,3 % au niveau national, 34,03 % dans le département et 31,16 % dans le canton de Chârost. Philippe Charrette et Marie-Line Cirre (Union à droite) sont élus avec 57,8 % des suffrages exprimés (1 727 voix pour 3 235 votants et 10 381 inscrits),,. 

## Composition

### Composition avant 2015
Le canton de Chârost regroupait treize communes.
| Nom                    | Code Insee | Codepostal | Superficie (km2) | Population (dernière pop. légale) | Densité (hab./km2) |
| ---------------------- | ---------- | ---------- | ---------------- | --------------------------------- | ------------------ |
| Chârost (chef-lieu)    | 18055      | 18290      | 10,97            | 1 041 (2012)                      | 95                 |
| Civray                 | 18066      | 18290      | 40,87            | 1 008 (2012)                      | 25                 |
| Lunery                 | 18133      | 18400      | 32,87            | 1 467 (2012)                      | 45                 |
| Mareuil-sur-Arnon      | 18137      | 18290      | 25,89            | 550 (2012)                        | 21                 |
| Morthomiers            | 18157      | 18570      | 14,54            | 741 (2012)                        | 51                 |
| Plou                   | 18181      | 18290      | 33,21            | 520 (2012)                        | 16                 |
| Poisieux               | 18182      | 18290      | 10,30            | 213 (2012)                        | 21                 |
| Primelles              | 18188      | 18400      | 26,57            | 250 (2012)                        | 9,4                |
| Saint-Ambroix          | 18198      | 18290      | 31,22            | 409 (2012)                        | 13                 |
| Saint-Florent-sur-Cher | 18207      | 18400      | 22,41            | 6 617 (2012)                      | 295                |
| Saugy                  | 18244      | 18290      | 9,63             | 85 (2012)                         | 8,8                |
| Le Subdray             | 18255      | 18570      | 20,28            | 993 (2012)                        | 49                 |
| Villeneuve-sur-Cher    | 18285      | 18400      | 26,13            | 454 (2012)                        | 17                 |

### Composition à partir de 2015
Le nouveau canton de Chârost comprend les mêmes treize communes entières.
| Nom                             | Code Insee | Intercommunalité             | Superficie (km2) | Population (dernière pop. légale) | Densité (hab./km2) | Modifier                                    |
| ------------------------------- | ---------- | ---------------------------- | ---------------- | --------------------------------- | ------------------ | ------------------------------------------- |
| Chârost (bureau centralisateur) | 18055      | CC du Pays d'Issoudun        | 10,97            | 899 (2022)                        | 82                 | modifier les données · modifier les données |
| Civray                          | 18066      | CC FerCher - Pays Florentais | 40,87            | 918 (2022)                        | 22                 | modifier les données · modifier les données |
| Lunery                          | 18133      | CC FerCher - Pays Florentais | 32,87            | 1 522 (2022)                      | 46                 | modifier les données · modifier les données |
| Mareuil-sur-Arnon               | 18137      | CC FerCher - Pays Florentais | 25,89            | 476 (2022)                        | 18                 | modifier les données · modifier les données |
| Morthomiers                     | 18157      | CA Bourges Plus              | 14,54            | 815 (2022)                        | 56                 | modifier les données · modifier les données |
| Plou                            | 18181      | CC FerCher - Pays Florentais | 33,21            | 533 (2022)                        | 16                 | modifier les données · modifier les données |
| Poisieux                        | 18182      | CC Cœur de Berry             | 10,30            | 217 (2022)                        | 21                 | modifier les données · modifier les données |
| Primelles                       | 18188      | CC FerCher - Pays Florentais | 26,57            | 193 (2022)                        | 7,3                | modifier les données · modifier les données |
| Saint-Ambroix                   | 18198      | CC du Pays d'Issoudun        | 31,22            | 375 (2022)                        | 12                 | modifier les données · modifier les données |
| Saint-Florent-sur-Cher          | 18207      | CC FerCher - Pays Florentais | 22,41            | 6 416 (2022)                      | 286                | modifier les données · modifier les données |
| Saugy                           | 18244      | CC FerCher - Pays Florentais | 9,63             | 78 (2022)                         | 8,1                | modifier les données · modifier les données |
| Le Subdray                      | 18255      | CA Bourges Plus              | 20,28            | 968 (2022)                        | 48                 | modifier les données · modifier les données |
| Villeneuve-sur-Cher             | 18285      | CC FerCher - Pays Florentais | 26,13            | 403 (2022)                        | 15                 | modifier les données · modifier les données |
| Canton de Chârost               | 1807       |                              | 304,89           | 13 813 (2022)                     | 45                 | modifier les données                        |

## Démographie

### Démographie avant 2015
| 1962   | 1968   | 1975   | 1982   | 1990   | 1999   | 2006   | 2011   | 2012   |
| ------ | ------ | ------ | ------ | ------ | ------ | ------ | ------ | ------ |
| 13 368 | 14 064 | 14 117 | 14 771 | 14 577 | 14 168 | 14 158 | 14 264 | 14 348 |

### Démographie depuis 2015
En 2022, le canton comptait 13 813 habitants, en évolution de −3,09 % par rapport à 2016 (Cher : −2,48 %, France hors Mayotte : +2,11 %).
| 2013   | 2018   | 2022   |
| ------ | ------ | ------ |
| 14 338 | 14 092 | 13 813 |